# کیم هو جونگ (خواننده)
کیم هو جونگ (کره‌ای: 김호중؛ زادهٔ ۲ اکتبر ۱۹۹۱) خواننده کلاسیک متقاطع اهل کره جنوبی است. وی از سال ۲۰۱۳ میلادی تاکنون مشغول فعالیت بوده است.